# Mikulov (ort i Tjeckien, Ústí nad Labem)
Mikulov är en ort i Tjeckien.   Den ligger i regionen Ústí nad Labem, i den nordvästra delen av landet, 80 km nordväst om huvudstaden Prag. Mikulov ligger 595 meter över havet och antalet invånare är 153.
Terrängen runt Mikulov är kuperad österut, men västerut är den platt.Runt Mikulov är det tätbefolkat, med 476 invånare per kvadratkilometer. Närmaste större samhälle är Teplice, 8,9 km sydost om Mikulov. I omgivningarna runt Mikulov växer i huvudsak blandskog.